# Lotario Vecchi
Lotario Vecchi (Parma, 17 luglio 1888 – Milano, 20 settembre 1985) è stato un editore e fumettista italiano.
È stato colui che ha pubblicato i primi fumetti e le prime raccolte di figurine in Italia (Edizioni Astra). Sua testata storica fu L'Audace diretta da un giovane Gian Luigi Bonelli. Fu un imprenditore intraprendente, fondò case editrici di successo in Spagna, Germania e America Latina. Alcuni personaggi pubblicati da Vecchi furono Jumbo, Rin Tin Tin, Tarzan, Mandrake, Braccio di Ferro, Superman.

## Biografia
Lotario Vecchi inizia la sua carriera alla fine degli anni dieci divenendo piazzista, prima a Torino poi Roma, di romanzi e dispense.
Trasferitosi in Spagna fonda a Barcellona la Vecchi & Casini Editores dando alle stampe tre periodici di grande successo: Yumbo, Aventuroso, La Revista de Tim Tyler.
Il clan Vecchi investe anche nei mercati dell'America Latina, fondando con il fratello Arturo nel 1913 la Editora Vecchi una casa editrice che farà la storia del libro in Brasile. Rientrato in Italia nel 1923, Lotario Vecchi fonda a Milano la Società Anonima Editrice Vecchi (S.A.E.V.). Assumendo come piazzisti i fratelli Del Duca e come direttore Gian Luigi Bonelli, e l'anno successivo apre a Parigi un'altra casa editrice.
In Italia, a partire dal 1935 pubblica i settimanali: Jumbo, Rin Tin Tin, Primarosa, Tigre Tino, Bombolo, L'Audace, Robinson e Pinocchio.
Alla fine del 1938, a seguito dell'embargo alla produzione straniera, L'Audace subì una crisi commerciale e Vecchi cedette momentaneamente la testata alla Mondadori, che gliela restituì nel '39. Nel 1940 il suo direttore Gian Luigi Bonelli acquisisce L'Audace dando vita a quella che attualmente è la Sergio Bonelli Editore.
A metà degli anni sessanta la morte del fratello Arturo porta Lotario nuovamente in Brasile. Sotto la sua direzione la casa editrice di Vecchi farà un grande salto di qualità e nel 1971 pubblicherà il primo Tex mentre l'apice del successo arriverà nel 1974 con la rivista Mad Magazine e Casper.

## Premi e riconoscimenti
- "Premio Yellow Kid - una Vita per il Cartooning" al 10º Salone Internazionale dei Comics e del Film di Animazione di Lucca nel 1974 all'editore Lotario Vecchi[6].